# 1993 XS
1993 XS är en asteroid i huvudbältet som upptäcktes den 9 december 1993 av den japanska astronomen Takeshi Urata vid Nihondaira-observatoriet.